# エースの中のエース
『エース中のエース』（エースのなかのエース、原題: L'as Des As、英題: Ace of Aces）は、1982年公開のジャン＝ポール・ベルモンド主演のアクションコメディ映画である。フランス・西ドイツの合作映画。

## 出演
- ジョー・カヴァリエ - ジャン＝ポール・ベルモンド
- ギャピー - マリー＝フランス・ピジェ
- シモン - ラシド・フェラーシュ（フランス語版）
- ギュンター - フランク・ホフマン
- アドルフ・ヒトラー/アンゲラ・ヒトラー（英語版） - ギュンター・マイスナー
- アシュバック - ベンノ・シュターゼンバッハ（英語版）
- ルシアン - イヴ・ピグノ（英語版）
- モリス・オゼル（フランス語版）
- アグニヤ・ボゴスラヴァ（ルーマニア語版）
- ピーター・ボンク

## スタッフ
- 監督 - ジェラール・ウーリー
- 脚本 - ジェラール・ウーリー、ダニエル・トンプソン（英語版）
- 製作 - ジャン＝ポール・ベルモンド、アラン・ポワレ（英語版）、ホルスト・ヴェンドランド（英語版）
- 製作総指揮 - トーマス・シューリー（ドイツ語版）
- 音楽 - ウラディミール・コスマ（英語版）
- 撮影 - ザヴィエ・ショワルツェンベルガー（英語版）
- 編集 - アルベール・ジュルジャンソン（フランス語版）
- 美術 - ロルフ・ツェートバウアー（英語版）
- 製作会社 - バイエルン・フィルム（英語版）
- 配給 - エデン
- 日本語字幕 - 松浦美奈